# Olympische Sommerspiele 2020/Synchronschwimmen/Qualifikation
Für die Wettbewerbe im Synchronschwimmen bei den Olympischen Sommerspielen 2020 standen insgesamt 32 Quotenplätze zur Verfügung (10 in der Gruppe und 22 im Duett).
Für den Gruppenwettkampf erhielten die Siegernationen der fünf Kontinentalmeisterschaften einen Quotenplatz. Asien, das von der japanischen Delegation als Gastgeber vertreten wurde, stellte hierbei eine Ausnahme dar. Zudem wurden an die zwei besten Nationen der Weltmeisterschaften 2019 ebenfalls Quotenplätze vergeben. Die drei letzten Plätze sollten schließlich im Januar 2020 bei einem olympischen Qualifikationsturnier vergeben, dieses wurde jedoch aufgrund der COVID-19-Pandemie auf März 2021 und schließlich auf Juni 2021 verschoben. Alle qualifizierten Nationen aus dem Gruppenwettkampf qualifizierten sich auch automatisch für das Duett. Auch hier wurden fünf weitere Plätze an die beste Nation eines Kontinentes vergeben. Die letzten sieben Startplätze wurden bei einem olympischen Qualifikationsturnier im Juni 2021 vergeben.

## Qualifizierte Nationen
| Nation             | Gruppe | Duett | Quotenplätze |
| ------------------ | ------ | ----- | ------------ |
| Ägypten            | X      | X     | 2            |
| Australien         | X      | X     | 2            |
| China              | X      | X     | 2            |
| Frankreich         |        | X     | 1            |
| Griechenland       | X      | X     | 2            |
| Großbritannien     |        | X     | 1            |
| Israel             |        | X     | 1            |
| Italien            | X      | X     | 2            |
| Japan              | X      | X     | 2            |
| Kanada             | X      | X     | 2            |
| Kasachstan         |        | X     | 1            |
| Kolumbien          |        | X     | 1            |
| Liechtenstein      |        | X     | 1            |
| Mexiko             |        | X     | 1            |
| Niederlande        |        | X     | 1            |
| Österreich         |        | X     | 1            |
| ROC                | X      | X     | 2            |
| Spanien            | X      | X     | 2            |
| Südafrika          |        | X     | 1            |
| Ukraine            | X      | X     | 2            |
| Vereinigte Staaten |        | X     | 1            |
| Belarus            |        | X     | 1            |
| Gesamt: 22 NOKs    | 10     | 22    | 32           |

## Duett
| Qualifikationswettbewerb          | Datum                             | Ort              | Plätze | Qualifizierte Nation |
| --------------------------------- | --------------------------------- | ---------------- | ------ | -------------------- |
| Athleten aus dem Gruppenwettkampf | 7. September 2013 – 13. Juni 2021 | Tokio            | 10     | Ägypten              |
| Athleten aus dem Gruppenwettkampf | 7. September 2013 – 13. Juni 2021 | Tokio            | 10     | Australien           |
| Athleten aus dem Gruppenwettkampf | 7. September 2013 – 13. Juni 2021 | Tokio            | 10     | China                |
| Athleten aus dem Gruppenwettkampf | 7. September 2013 – 13. Juni 2021 | Tokio            | 10     | Griechenland         |
| Athleten aus dem Gruppenwettkampf | 7. September 2013 – 13. Juni 2021 | Tokio            | 10     | Italien              |
| Athleten aus dem Gruppenwettkampf | 7. September 2013 – 13. Juni 2021 | Tokio            | 10     | Japan                |
| Athleten aus dem Gruppenwettkampf | 7. September 2013 – 13. Juni 2021 | Tokio            | 10     | Kanada               |
| Athleten aus dem Gruppenwettkampf | 7. September 2013 – 13. Juni 2021 | Tokio            | 10     | ROC                  |
| Athleten aus dem Gruppenwettkampf | 7. September 2013 – 13. Juni 2021 | Tokio            | 10     | Spanien              |
| Athleten aus dem Gruppenwettkampf | 7. September 2013 – 13. Juni 2021 | Tokio            | 10     | Ukraine              |
| Europameisterschaften 2019        | 10. – 12. Mai 2019                | Sankt Petersburg | 1      | Großbritannien       |
| Afrika Qualifikation 1            | 12. – 28. Juli 2019               | Gwangju          | 1      | Südafrika            |
| Asien Qualifikation 1             | 12. – 28. Juli 2019               | Gwangju          | 1      | Kasachstan           |
| Ozeanien Qualifikation 1          | 12. – 28. Juli 2019               | Gwangju          | 0      | Neuseeland 2         |
| Panamerikanische Spiele 2019      | 29. – 31. Juli 2019               | Lima             | 1      | Mexiko               |
| Qualifikationsturnier 2021        | 10. – 13. Juni 2021 3             | Barcelona        | 8      | Österreich           |
| Qualifikationsturnier 2021        | 10. – 13. Juni 2021 3             | Barcelona        | 8      | Frankreich           |
| Qualifikationsturnier 2021        | 10. – 13. Juni 2021 3             | Barcelona        | 8      | Belarus              |
| Qualifikationsturnier 2021        | 10. – 13. Juni 2021 3             | Barcelona        | 8      | Niederlande          |
| Qualifikationsturnier 2021        | 10. – 13. Juni 2021 3             | Barcelona        | 8      | Vereinigte Staaten   |
| Qualifikationsturnier 2021        | 10. – 13. Juni 2021 3             | Barcelona        | 8      | Israel               |
| Qualifikationsturnier 2021        | 10. – 13. Juni 2021 3             | Barcelona        | 8      | Liechtenstein        |
| Qualifikationsturnier 2021        | 10. – 13. Juni 2021 3             | Barcelona        | 8      | Kolumbien            |
| Gesamt                            | Gesamt                            | Gesamt           | 22     | 22                   |

## Gruppe
| Qualifikationswettbewerb        | Datum                 | Ort              | Plätze | Qualifizierte Nation |
| ------------------------------- | --------------------- | ---------------- | ------ | -------------------- |
| Gastgeber                       | 7. September 2013     | Buenos Aires     | 1      | Japan                |
| Europameisterschaften 2019      | 10. – 12. Mai 2019    | Sankt Petersburg | 1      | ROC                  |
| Schwimmweltmeisterschaften 2019 | 12. – 28. Juli 2019   | Gwangju          | 2      | China                |
| Schwimmweltmeisterschaften 2019 | 12. – 28. Juli 2019   | Gwangju          | 2      | Ukraine              |
| Afrika Qualifikation 1          | 12. – 28. Juli 2019   | Gwangju          | 1      | Ägypten              |
| Ozeanien Qualifikation 1        | 12. – 28. Juli 2019   | Gwangju          | 1      | Australien           |
| Panamerikanische Spiele 2019    | 29. – 31. Juli 2019   | Lima             | 1      | Kanada               |
| Qualifikationsturnier 2021      | 10. – 13. Juni 2021 3 | Barcelona        | 3      | Italien              |
| Qualifikationsturnier 2021      | 10. – 13. Juni 2021 3 | Barcelona        | 3      | Griechenland         |
| Qualifikationsturnier 2021      | 10. – 13. Juni 2021 3 | Barcelona        | 3      | Spanien              |
| Gesamt                          | Gesamt                | Gesamt           | 10     | 10                   |